# Престон-Лейк (тауншип, Миннесота)
Престон-Лейк (англ. Preston Lake) — тауншип в округе Ренвилл, Миннесота, США. На 2000 год его население составило 293 человека.

## География
По данным Бюро переписи населения США площадь тауншипа составляет 100,8 км², из которых 96,8 км² занимает суша, а 3,9 км² — вода (3,91 %).

## Демография
По данным переписи населения 2000 года здесь находились 293 человека, 115 домохозяйств и 87 семей.  Плотность населения —  3,0 чел./км².  На территории тауншипа расположена 131 постройка со средней плотностью 1,4 построек на один квадратный километр. Расовый состав населения: 97,61 % белых, 2,05 % — других рас США и 0,34 % приходится на две или более других рас. Испанцы или латиноамериканцы любой расы составляли 2,73 % от популяции тауншипа.
Из 115 домохозяйств в 29,6 % воспитывались дети до 18 лет, в 73,0 % проживали супружеские пары, в 1,7 % проживали незамужние женщины и в 23,5 % домохозяйств проживали несемейные люди. 21,7 % домохозяйств состояли из одного человека, при том 8,7 % из — одиноких пожилых людей старше 65 лет. Средний размер домохозяйства — 2,55, а семьи — 2,98 человека.
23,9 % населения — младше 18 лет, 5,5 % — в возрасте от 18 до 24 лет, 27,3 % — от 25 до 44, 23,5 % — от 45 до 64, и 19,8 % — старше 65 лет. Средний возраст — 40 лет. На каждые 100 женщин приходилось 107,8 мужчин.  На каждые 100 женщин старше 18 приходилось 112,4 мужчин.
Средний годовой доход домохозяйства составлял 41 944 доллара, а средний годовой доход семьи —  47 031 доллар. Средний доход мужчин —  28 500  долларов, в то время как у женщин — 22 292. Доход на душу населения составил 17 690 долларов. За чертой бедности находились 4,7 % семей и 6,0 % всего населения тауншипа, из которых 7,4 % младше 18 и 9,0 % старше 65 лет.